# Notre-Dame-du-Bon-Conseil
Saint-Lucien è un comune del Canada, situato nella provincia del Québec, nella regione di Centre-du-Québec.